# Brickleberry
Brickleberry es una serie animada estadounidense dirigida al público adulto transmitida por Comedy Central en EE. UU. estrenada originalmente el 25 de septiembre de 2012. La historia trata de un grupo de 4 guardabosques que cuidan la zona de camping, Brickleberry. Los 4 lidian con un oso bebé parlante. En Latinoamérica se estrenó el 17 de febrero de 2013 y es emitido por FX.

## Elenco
- David Herman como Steve.
- Kaitlin Olson (Temp. 1), Natasha Leggero (Temp. 2 y 3) como Ethel.
- Daniel Tosh como Malloy.
- Tom Kenny como Woody.
- Roger Black como Connie.
- Jerry Minor como Denzel.

## Recepción
Brickleberry recibió críticas negativas, muchas de estas hablaron acerca del estilo de la serie, que es parecido a Padre de familia, Los Simpson y American Dad!, al igual que las personalidades de los personajes. John Blabber de "Bubbleblabber", en una de sus reseñas más positivas, le dio a Brickleberry un 9 de 10 diciendo que Brickleberry parece ser la nueva serie animada principal de Comedy Central y que ya está amenazando con ser la mejor serie animada nueva de 2012. Dennis Perkins de The A.V. Club le dio a Brickleberry una F, declarando que la serie intenta demasiado en ser ofensiva, pero fracasa con personajes sin vida y actores de voz talentosos en un "lúgubre libreto". Brian Lowry de Variety también lamenta sobre la serie y la disposición de esta a ofender, comparándola desfavorablemente con South Park : Sí, "South Park ha establecido desde hace mucho que la animación es un buen lugar para matar vacas sagradas, pero Brickleberry no tiene nada más en su mente que ver que tan lejos se puede empujar los límites de los chistes sobre penes y discapacidad. Como consecuencia, la premisa "un parque forestal de segunda clase" es puramente incidental." Jesse Schedeen de IGN le dio al episodio piloto un 2.5/10, diciendo: "Comedy Central ha disfrutado una larga, exitosa historia con el entretenimiento animado [...] Brickleberry es como una bofetada al rostro de ese legado".